# نوستینو (استان بورگاس)
نوستینو (به بلغاری: Nevestino) یک منطقهٔ مسکونی در بلغارستان است که در استان بورگاس واقع شده‌است.